# Malečov
Malečov (deutsch Malschen) ist eine Gemeinde in Tschechien. Sie liegt sieben Kilometer südöstlich von Ústí nad Labem bzw. nördlich von Litoměřice und gehört zum Okres Ústí nad Labem.

## Geographie
Malečov befindet sich im rechtselbischen Teil des Böhmischen Mittelgebirges auf einem Sattel zwischen den Quellmulden der Bäche Suchý potok und Olešnický potok. Nördlich erhebt sich die Varta (379 m), im Süden die Kukla (673 m) und die Trpasličí kameny (671 m), südwestlich der Široký vrch (659 m) sowie im Westen der Malý Ostrý (571 m) und Vysoký Ostrý (587 m).
Nachbarorte sind Svádov, Březí, Varta, Vítov, Velichov und Velké Březno im Norden, Bukovina, Jankův Mlýn und Byňov im Nordosten, Horní Zálezly im Osten, Proboštov und Pohoří im Südosten, Tašov und Němčí im Süden, Brná im Südwesten, Sedlo im Westen sowie Nová Ves, Kojetice, Olšinky und Budov im Nordwesten.

## Geschichte
Die erste schriftliche Erwähnung des Hofes Malse erfolgte 1057 in der Gründungsurkunde des Leitmeritzer Kapitels. Zu dieser Zeit bestanden hier sechs Anwesen und ein Garten. Später wurde der Ort als Malessov, Malessow, Malečov, Maliczow bzw. Malschen bezeichnet. Wenzel IV. verpfändete das Dorf 1410 zusammen mit Kojeditz an Hašek von Robeč. 1548 erwarben die Herren von Salhausen die Güter. In der berní rula von 1654 sind für Malschen zwölf Wirtschaften ausgewiesen, zwei davon lagen wüst. Bis 1750 wuchs das zum Gut Schwaden gehörige Dorf um 18 Häuslerstellen. 1676 wurde die Schwadener Gutsherrschaft an die Allodialherrschaft Ploschkowitz angeschlossen, bei der sie bis zur Mitte des 19. Jahrhunderts verblieb. 1833 wurde außerhalb des Dorfes eine Windmühle errichtet. Pfarrort war Proboscht.
Nach der Aufhebung der Patrimonialherrschaften bildete Malschen ab 1850 eine politische Gemeinde im Gerichtsbezirk Außig bzw. Bezirk Außig. 1854 wurde der tschechische Name Malečov als zweiter amtlicher Name eingeführt. Die Windmühle wurde 1879 stillgelegt und später abgetragen. Im Ortszentrum befand sich die fensterlose Kapelle der Jungfrau Maria, die später zu einem Spritzenhaus umgebaut wurde. Malschen hatte im Jahre 1930 215 Einwohner, die größtenteils Deutsche waren. Nach dem Münchner Abkommen wurde die Gemeinde 1938 dem Deutschen Reich zugeschlagen und gehörte bis 1945 zum Landkreis Aussig. 1939 hatte die Gemeinde 197 Einwohner. 1945 kam Malečov zur Tschechoslowakei zurück, die deutschen Bewohner wurden vertrieben. Im selben Jahre erfolgte die Eingemeindung von Němčí. 1948 wurde die Gemeinde dem Okres Ústí nad Labem-okolí zugeordnet und kam 1961 zum Okres Ústí nad Labem zurück. Das Spritzenhaus wurde 1950 bei der Umgestaltung des Ortszentrums abgetragen. Seit 1957 ist Pohoří ein Ortsteil von Malečov. 1960 kam Březí hinzu und 1980 noch Čeřeniště, Horní Zálezly, Proboštov, Rýdeč und Tašov. Tašov löste sich 1990 wieder los. Der Ortsteil Malečov hatte im Jahre 2001 268 Einwohner.

## Gemeindegliederung
Die Gemeinde Malečov besteht aus den Ortsteilen Babiny I (Babina I), Březí (Presei), Čeřeniště (Tschersing), Horní Zálezly (Salesel), Malečov (Malschen), Němčí (Nemschen), Pohoří (Pohorz), Proboštov (Proboscht), Rýdeč (Ritschen) und Řetouň (Retaun), die zugleich auch Katastralbezirke bilden. Zu Malečov gehören außerdem die Ansiedlungen Bukovina (Buchbusch) und Vimperk (Winterberg).

## Sehenswürdigkeiten
- Kapelle, südwestlich von Malečov am Fuße der Trpasličí kameny, errichtet zu Beginn des 19. Jahrhunderts
- Kirche der Geburt Johannes des Täufers in Proboštov, seit 1352 nachweislich
- Kirche der Jungfrau Maria-Helferin der Christenheit in Březí, erbaut 1936
- Kapelle des hl. Antonius von Padua in Řetouň, errichtet 1932
- Kapelle in Březí, aus dem Jahre 1780